# Thorpe Waterville
Thorpe Waterville är en by i Northamptonshire i England. Byn är belägen 16 km 
från Kettering. Orten har 158 invånare (2009).